# Präfekturnaturpark
Ein Präfekturnaturpark (to-/dō-/fu-/ken-ritsu shizen kōen, 都道府県立自然公園, engl. Prefectural [bzw. in der -to/"Metropolis" im Einzelfall Metropolitan] natural park) ist ein Naturschutzgebiet in Japan, das auf Grundlage des Naturparkgesetzes (shizen-kōen-hō) durch eine Verordnung/Satzung (jōrei, engl. u. a. by-law, ordinance, regulation) einer Präfektur (-to/-dō/-fu/-ken) ausgewiesen wird und von der Präfekturverwaltung unterhalten wird. Landesweit gibt es (Stand: 15. April 2016) 311 Präfekturnaturparks mit einer Gesamtfläche von 19.672 km² – zum Vergleich: die 32 Nationalparks erstrecken sich über 21.336 km², die 57 Quasinationalparks umfassen eine Fläche von 14.195 km².
Wie auch bei den beiden anderen Formen von Naturparks werden in Präfekturnaturparks besonders schutzwürdige Bereiche als „Sonderzonen“ (tokubetsu chiiki) mit strengeren Schutzvorschriften ausgewiesen und von den „gewöhnlichen/normalen Zonen“ (futsū chiiki) unterschieden. In den Präfekturnaturparks gehören 2016 landesweit rund 36 % der Fläche zu den „Sonderzonen“. Anders als in National- und Quasinationalparks gibt es aber darüber hinaus aber keine „Sonderschutzgebiete“ (tokubetsu hogo chiku).

## Beispiele
- Hiyama-Präfektur-Naturpark
- Sharidake-Präfektur-Naturpark
- Akkeshi-Präfektur-Naturpark
- Esan-Präfektur-Naturpark
- Furano-Ashibetsu-Präfektur-Naturpark
- Irabu-Präfekturnaturpark